# Ангола на летних Олимпийских играх 2004
Ангола принимала участие в Летних Олимпийских играх 2004 года в Афинах (Греция) в шестой раз за свою историю, но не завоевала ни одной медали.
30 спортсменов из Анголы соревновались в 5 видах спорта:
- лёгкая атлетика: Жуан Бапти́шта Н’Тьямба занял 53-е место в марафоне (время 2:23:56), а Роза Саул была заявлена на дистанцию 1500 метров, но не вышла на старт.
- баскетбол: мужская сборная Анголы по баскетболу в отборочных матчах в группы «B» набрала 5 очков и заняла последнее место в группе, в итоге заняла последнее 12 место из 12 команд.
- гандбол: женская сборная Анголы по гандболу в отборочных матчах в группы «B» набрала 1 очко и заняла последнее место в группе, в утешительном матче за 9-е место сыграла со сборной Греции 23:38, и в итоге заняла 9 место из 10 команд.
- дзюдо: 22-летняя дзюдоистка Антония Морейра первый раз участвовала в олимпийских играх, она выиграла схватку с кубинкой Анайси Эрнандес, но проиграла на втором круге северокорейской спортсменке Ким Рёнми.
- плавание: Луиш Матиаш соревновался на дистанции 100 метров баттерфляем среди мужчин. В первом заплыве он показал время 58.92 и занял 57 место из 60, таким образом выбыв из дальнейших соревнований.

Знамя Анголы на церемонии открытия Игр нёс капитан баскетбольной команды Анжелу Викторьяну, самый старший и опытный участник сборной: это были уже четвёртые Олимпийские игры для него. Самым младшим участником сборной был 17-летний пловец Луиш Матиаш.